# Efebo

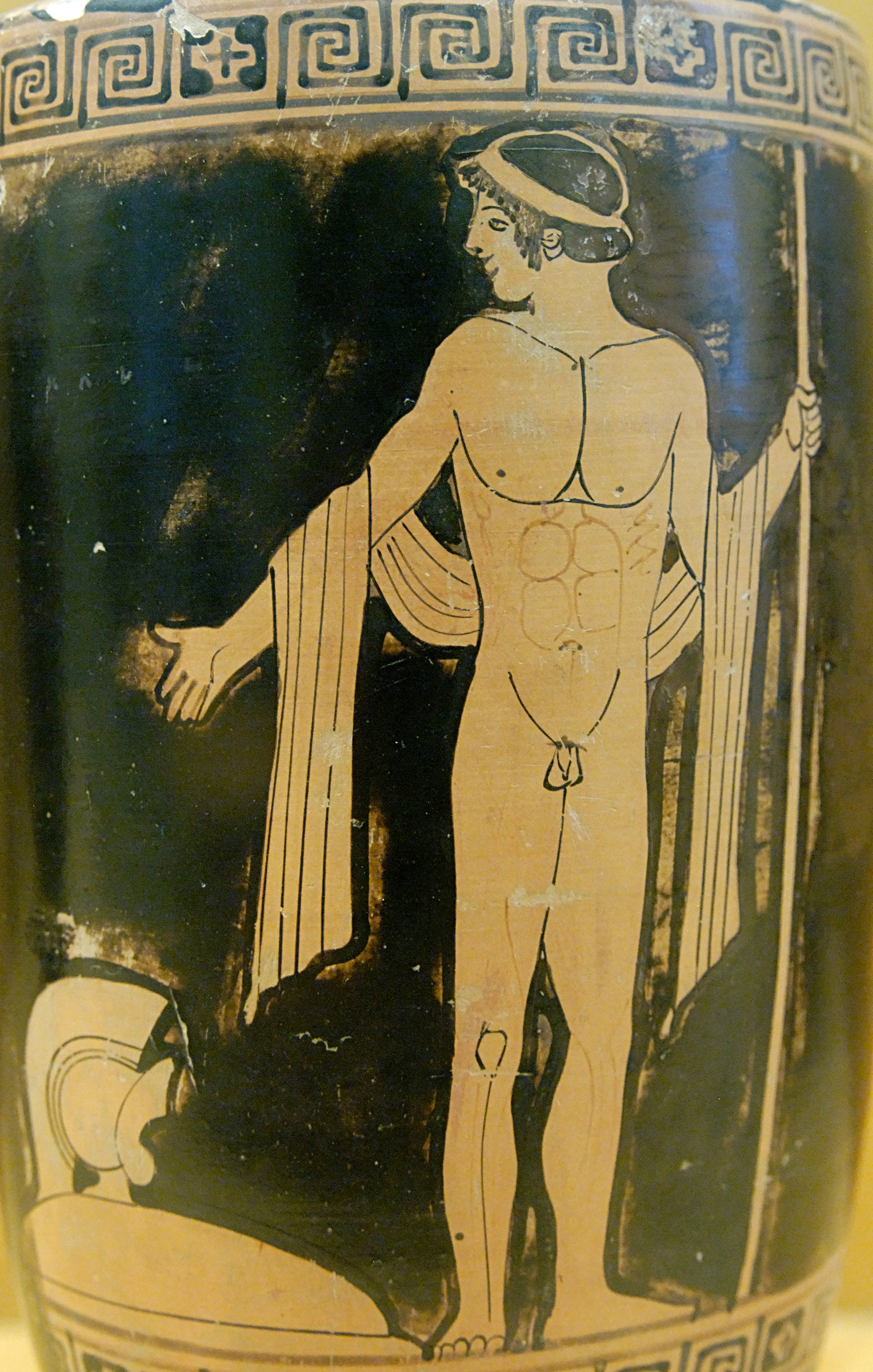
Representación pictórica de un efebo en una vasija griega de figuras rojas, Museo Arqueológico de Palermo.

Efebo (del latín ephēbus, y este del griego ἔφηβος) es una palabra de origen griego que significa adolescente. En la Antigua Grecia solía aplicarse a los varones desde los 15 a los 18 años, aunque en Atenas eran los varones de 18 a 20 años, que eran instruidos en la efebía, una especie de servicio militar.

## La efebía ateniense

### Historia

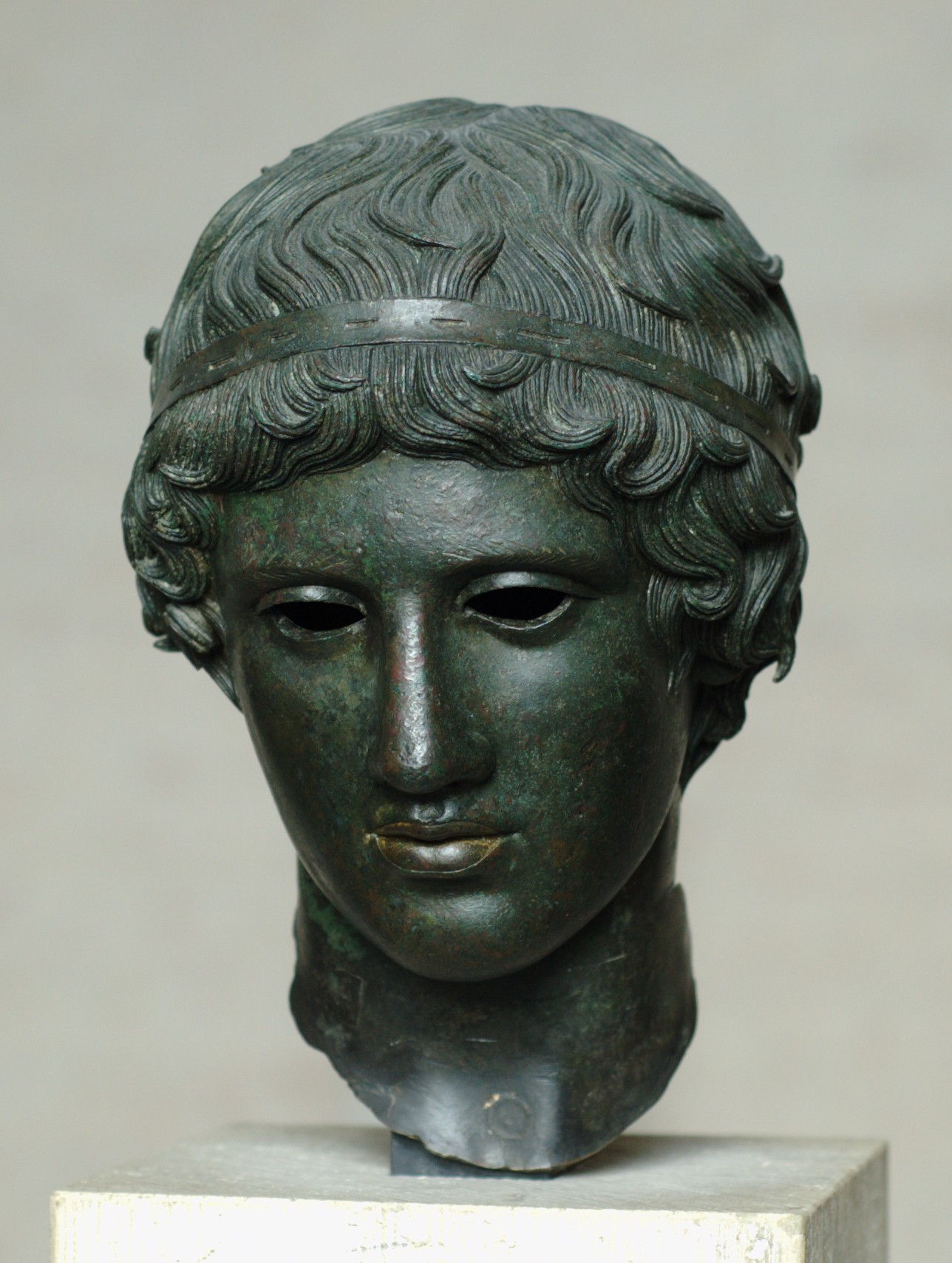
Efebo de la Gliptoteca de Múnich.

Aunque comúnmente significa adolescente, en la Antigua Atenas el uso estaba reservado para los miembros de la efebía, una institución que se dedicaba a formar a los futuros ciudadanos, entrenando a los efebos en ejercicios gimnásticos y en las artes de la guerra, a veces incluso en el campo de batalla.

### Características

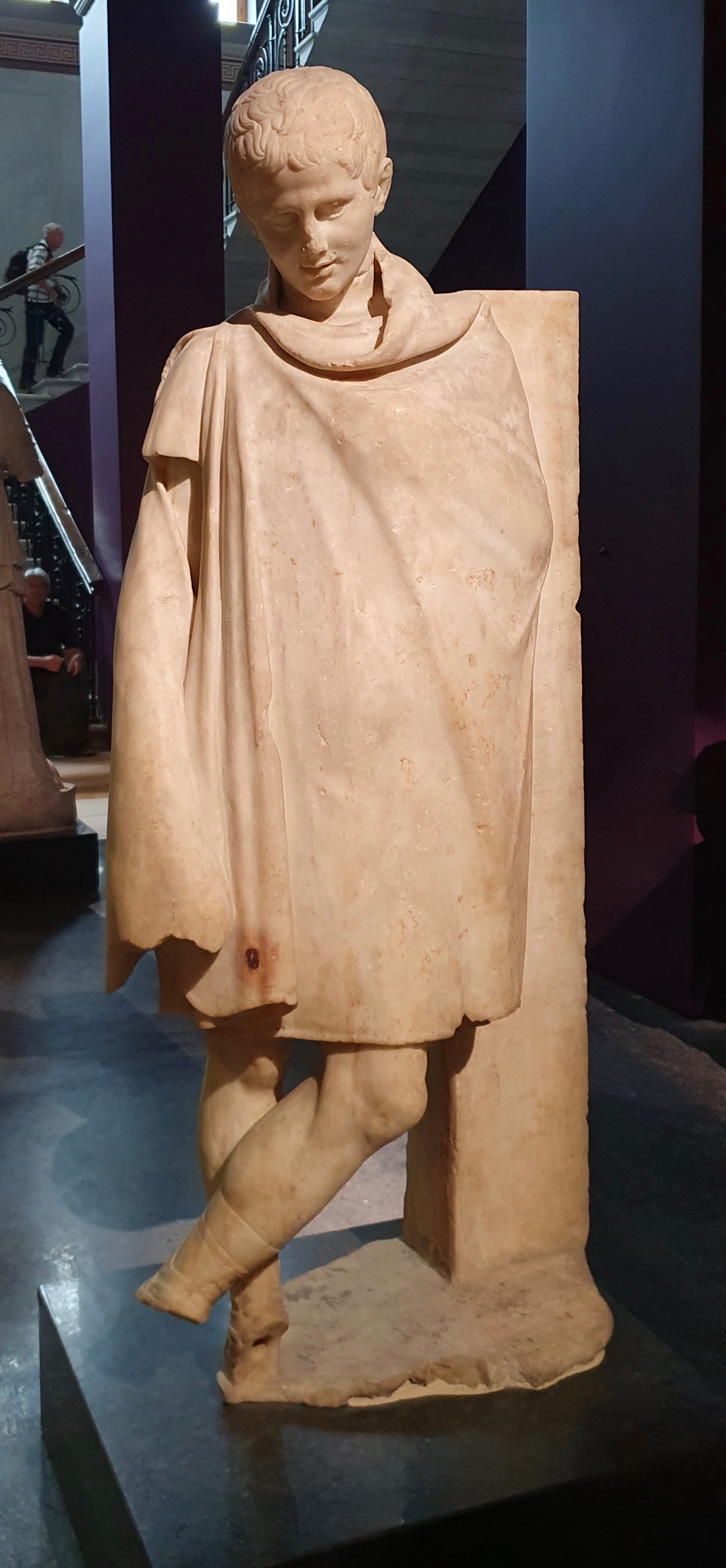
Escultura del de un efebo con clámide, hallada en Trales. Se expone en el Museo Arqueológico de Estambul.

El joven se inscribía como postulante en su demo. A continuación, la asamblea de los demos se encargaba de verificar que el joven inscrito tuviera la edad requerida y que sus padres fueran ciudadanos de Atenas (según un decreto de Pericles de 451 a. C., era ciudadano todo hombre mayor de 20 años que tuviera un padre nacido de un ciudadano ateniense y una madre hija de ciudadano ateniense: πολίτης ). Seguidamente las tribus elegían a los sofronistas —diez en total, uno por cada tribu de Atenas— y a un moderador (cosmeta), que eran los encargados de ocuparse de los efebos. Posteriormente reunían a los efebos y los separaban en dos grupos: uno estaba destinado a Muniquia y otro a Acte, dos emplazamientos situados en El Pireo.
El primer año estaba dedicado al adiestramiento en el uso de las armas bajo la instrucción del pedotriba (παιδοτρίϐης). Los efebos eran entrenados en las artes del combate como hoplitas y también aprendían a usar armas de asedio como la catapulta. Al finalizar la etapa, los efebos desfilaban ante la Asamblea, donde recibían en una solemne ceremonia el escudo y la lanza para completar su uniforme, compuesto además por la clámide, y prestaban juramento de fidelidad a Atenas.
Durante el segundo año la instrucción de los efebos se llevaba a cabo en las guarniciones del Ática, donde realizaban duros trabajos, patrullaban la región y dormían al aire libre. Los jóvenes reclutas constituían una parte de las tropas atenienses. Al final del periodo los efebos se convertían en ciudadanos de pleno derecho.
El edificio público donde los efebos se ejercitaban en actividades deportivas y que también era su centro de estudios era el gimnasio. La efebía, además de tener una función militar, tuvo un papel destacado al cultivar y difundir la cultura griega.

### Historia
Las características de esta institución se conocen mediante inscripciones antiguas y también por un pasaje de la Constitución de los atenienses, de Aristóteles. Los primeros testimonios de su existencia aparecen en inscripciones de la segunda mitad del siglo IV a. C. Se ha sugerido la posibilidad de que la derrota sufrida en la Batalla de Queronea fuera el detonante de la fundación de la institución, aunque hay autores que estiman que  la efebía probablemente ya existiera en la primera mitad del siglo V a. C.
Los dos años de instrucción se redujeron a uno en el 282 a. C. A lo largo del siglo II a. C., tras el inicio del dominio de Roma, la institución de la efebía se transformó de manera que, aunque seguían tratándose aspectos militares, se incidía en otros aspectos: en la función de educar a los jóvenes en sus deberes como ciudadanos, en su labor en los ritos religiosos, en su preparación para las competiciones deportivas, así como en temas relacionados con la filosofía, la literatura y otros aspectos intelectuales. A partir del 118 a. C., se abrió la institución también a extranjeros procedentes de familias aristocráticas. La efebía conservó un gran prestigio al menos hasta el siglo II d. C. Se estima que su declive empezó en el siglo siguiente, mientras que en el ámbito romano creció en importancia una organización con fines similares a la efebía denominada collegia iuvenum.

## Arte
En el ámbito del arte, se denominan «efebos» las representaciones de varones jóvenes, cuya constitución anatómica contiene rasgos andróginos como pasividad, belleza y sensualidad, que habitualmente se asocian a las mujeres y que a menudo conllevan un  mensaje erótico implícito. Estas representaciones fueron relativamente abundantes en la Grecia clásica, pero el término alude también a obras artísticas de periodos históricos posteriores y de diferentes culturas.
|                             |
| Efebo Rubio (siglo V a. C.) |

|                                 |
| Efebo de Critio (siglo V a. C.) |

|                                |
| Efebo de Motia (siglo V a. C.) |

|                                    |
| Efebo de Selinunte (siglo V a. C.) |

|                                      |
| Efebo de Anticitera (siglo IV a. C.) |

|                                   |
| Efebo de Maratón (siglo IV a. C.) |

|                                |
| Efebo de Agda (siglo II a. C.) |

|                              |
| Efebo de Antequera (siglo I) |

|                                                           |
| Efebo apolíneo, uno de los Efebos de Pedro Abad (siglo I) |

## Efebos en la mitología
- Ganimedes, copero del Olimpo amado por Zeus.
- Adonis, amado por Afrodita.
- Jacinto, un amante de Apolo.
- Crisipo. Debido a su belleza fue ultrajado por Layo.
- Endimión, amado por Selene.
- Narciso, enamorado de sí mismo.
- Hilas, amado por Heracles.
- Hermafrodito, hijo de Hermes y Afrodita.
- Alectrión, metamorfosado en gallo por Ares, y amado por este según Ausonio. [6]